# Bagaceratopidae
Famille
Genres de rang inférieur
- Ajkaceratops
- Bagaceratops
- Breviceratops
- Gobiceratops
- Platyceratops

Les Bagaceratopidae (en français bagacératopidés), sont un clade de dinosaures cératopsiens du Crétacé supérieur d'Asie.
Ce clade a été proposé par le paléontologue russe Vladimir Alifanov (d) en 2003 sans qu'une définition formelle ne soit donnée. Il inclut un certain nombre de dinosaures herbivores quadrupèdes de petite taille muni d'une collerette courte sur le haut crâne tels que Bagaceratops, Breviceratops, Gobiceratops, Lamaceratops et Platyceratops.